# 泡夜店
夜蒲（Clubbing），是一種次文化，主要為一班人在夜店聚集消遣。夜蒲多數為社交、聯誼、聽音樂、跳舞、飲酒及有時候服用娛樂性藥物。在夜店多數會聽電子舞曲，一般都是節奏強勁。夜蒲人士亦會藉此認識新朋友，尋找一夜情對象等，因此社會不少人士都認為夜蒲是不正經的行為。在夜店打歌的稱為DJ。